# Walking and Talking
Walking and Talking is een romantische komedie uit 1996 geschreven en geregisseerd door Nicole Holofcener, met in de hoofdrollen Anne Heche, Catherine Keener, Liev Schreiber en Kevin Corrigan.

## Verhaal
Amelia verliest haar hartsvriendin Laura als kamergenoot. Laura is verhuisd met haar vriendje en gaat trouwen. Amelia heeft niet veel geluk gehad met mannen. Laura doet haar best om beschikbaar te zijn voor Amelia, maar heeft minder vrije tijd dan ooit.  

## Rolverdeling
| Acteur            | Personage          |
| ----------------- | ------------------ |
| Anne Heche        | Laura              |
| Catherine Keener  | Amelia             |
| Todd Field        | Frank              |
| Liev Schreiber    | Andrew             |
| Kevin Corrigan    | Bill               |
| Randall Batinkoff | Peter              |
| Joseph Siravo     | Amelia's therapeut |
| Allison Janney    | Gum Puller         |
| Vincent Pastore   | Laura's patiënt    |